# Pommier du Caucase
Malus orientalis
Espèce
Synonymes
- Malus sylvestris (Uglitzk.) Browicz[2]

Statut de conservation UICN

 DD  : Données insuffisantes
Malus orientalis, en français Pommier du Caucase ou Pommier de Pallas (d'après Peter Simon Pallas), est une espèce de plantes à fleurs de la famille des Rosaceae. C'est un pommier endémique du Caucase et d'une petite partie de l'Asie mineure,.

## Description
Le pommier du Caucase est un arbre de 10 à 12 mètres de hauteur avec un crone en forme de tente. Ses germes sont brun foncé, son écorce chez les sujets adultes, de couleur gris foncé; Ses feuilles sont de formes différentes, lancéolées ou ovales et mesurent jusqu'à 8 cm, habituellement avec une base en pointe et le dessous plus ou moins duveteux.
Ses fleurs sont d'un blanc rosâtre sur des pédicelles duveteuses et rassemblées par inflorescences de 4 à 6 fleurs. Ses fruits ont un diamètre de 2 à 4 cm, de formes et de couleurs différentes. Leurs pédoncules sont courts et duveteux. Leur goût varie de l'acide au doux.

## Distribution
Le pommier du Caucase est la seule et unique espèce endémique de pommier sauvage dans la région du Caucase. Il croît dans la zone de feuillus, souvent avec des poiriers et des néfliers. On le trouve aussi dans une petite zone nord de l'Asie mineure.
Il résiste peu aux températures rudes de l'hiver et se distingue par sa floraison et sa fructification tardives.

## Sélection
Le pommier du Caucase est à la base de nombreuses sortes de pommiers cultivés du Caucase et de la Crimée, ainsi que de sortes anciennes de pommiers d'Italie, comme le remarque le pomologue Joukovski, d'après l'étude de leurs gènes.

## Taxinomie
Le pommier du Caucase a été décrit par Alexandre Ouglitskikh (né en 1876) en 1932 dans les Travaux de l'institut nord-caucasien des cultures spéciales et techniques (Труды Северо-Кавказского института специальных и технических культур) publiés à Krasnodar.
Synonymes:
- Malus montana Uglitzk.[7]
- Malus orientalis subsp. montana (Uglitzk.) Likhonos
- Malus orientalis var. montana (Uglitzk.) Ponomar.
- Malus sylvestris subsp. orientalis (Uglitzk.)

## Liste des variétés et sous-espèces
Selon Tropicos (14 avril 2019) (Attention liste brute contenant possiblement des synonymes) :
- sous-espèce Malus orientalis subsp. montana (Uglitzk.) Likhonos
- sous-espèce Malus orientalis subsp. turkmenorum (Juz. & M. Pop.) Langenf.
- variété Malus orientalis var. mongana Langenf.